# Cerrillo de Maracena
El Cerrillo de Maracena es un barrio de la ciudad de Granada, en Andalucía (España), situado en la parte nororiental del Distrito Chana. Limita con los barrios de Ronda, Beiro y Norte, así como con los términos municipales de Santa Fe, Atarfe y Maracena.

## Historia
Fue el Cerrillo de Maracena, el más antiguo surgido como una pequeña aldea totalmente vinculada a Maracena, de la que sólo le separa un pequeño arroyo, hoy embovedado. Su desarrollo se produjo en los albores del siglo XX, con el despegue agrícola que gracias a la remolacha azucarera acaeció en toda la Vega de Granada. Sin embargo ya había existido desde el siglo XVI un pequeño caserío a la sombra de un desaparecido hospital de leprosos. En torno al Camino Real que une Maracena y Granada con la llegada de las obras del ferrocarril de Moreda en 1902 a esta zona y la línea de tranvías eléctricos de Granada a Maracena y Pinos Puente que discurría a lo largo de este camino, surge un segundo barrio, el Cerro de la Grava.
Ya en la época del desarrollismo de los 60 surge un tercer barrio de viviendas plurifamiliares de protección oficial sobre los terrenos de la antigua casería de La Terrona, la Barriada de San Juan de Dios, ubicada en un páramo coronado por el Monasterio de La Visitación, cenobio de clausura de monjas salesas. Es en esta época cuando el empeño personal del sacerdote José Rodríguez consigue hacer realidad la consecución de una Iglesia para estos tres barrios, la actual Parroquia de San Juan de Dios, demarcación que se independiza de la Parroquia de San Agustín al ser elevado el nuevo templo a la categoría parroquial en 1975. En 1962 se construye en la Huerta de la Virgencica, entre el Cerrillo de Maracena y la carretera de Jaén, los barracones hexagonales de hormigón de La Virgencica, poblado chabolista conocido como "Ciudad de Plata" hasta su demolición en 1982. 
En ese año el tranvía deja de prestar servicio y llegan los autobuses urbanos, primero la línea 14 y posteriormente la línea 6, junto con los interurbanos de Atarfe y Maracena, herederos de la empresa Tranvías, que a pesar de ser interurbanos mantuvieron y mantienen la peculiaridad de tener tres paradas de subida y bajada de viajeros en el Cerrillo-Los Barrios. Desaparece un barrio marginal que quedaba entre la Barriada y la Colonia de San Francisco, los barracones de la Virgencica y queda conformado así durante un cuarto de siglo el Cerrillo de Maracena de tres barrios: Cerrillo, Cerro y Terrona, ubicados consecutivamente en el margen oeste de la Carretera de Maracena sobre sendos páramos separados por pequeñas vaguadas. En 1989 sobre la zona de la Casería de Cerda, en la vaguada que unía el Cerrillo y el Cerro atravesó la Circunvalación de la ciudad este barrio. Con el siglo XXI va a llegar el gran cambio de la zona al urbanizarse todas las caserías y cortijos que separaban este barrio del casco urbano de la ciudad. Esto es, toda la zona del Parque Almunia-Barrio de los Periodistas, urbanización que va desde el Cerro y Barriada hasta la Avenida de Andalucía. La denominación ha pasado recientemente a ser ya la de Cerrillo-Los Barrios.
El pequeño y sereno barrio de clase trabajadora, casi aislado de la ciudad, rodeado de vega y caserías, donde nunca pasaba nada ha tomado una entidad totalmente diferente al quedar ya irrevocablemente integrado en el casco urbano de la ciudad.

## Sucesos
Los únicos sucesos dignos de mención -encontrados en la hemeroteca del diario local-, ocurridos en este barrio granadino, hacen referencia en su práctica totalidad, a atropellos y suicidios en la vía del ferrocarril, debido a la total permeabilidad que siempre tuvo, hecho que felizmente ha quedado corregido en los últimos años, después de que hubiera movilizaciones vecinales para que RENFE, corrigiera una peligrosa situación y vallara sus terrenos. El suceso más curioso e inolvidable para los vecinos más antiguos, es, sin duda, uno ocurrido en la década de los años 50: una manada de reses de ganadería brava -pues cada verano atravesaban este camino real, más conocido como el camino de los agostaderos de la Sierra, procedentes de Córdoba-, tuvo una furibunda estampida debido al paso del tren, provocando el descarrilo del mismo y que las reses huyeran despavoridas por las calles del Cerro de la Grava, provocando el pánico de los vecinos, algunos de los cuales acabaron subidos a los árboles para no ser corneados. Se detuvo también el tranvía que pasaba en ese instante, teniendo que descender conductor y cobrador con las chaquetas al quite, intentando quitar uno de aquellos toros asustados, tratando de sacarlos de los carriles. La Guardia Civil y la Policía no dieron abasto durante aquella jornada de más de medio día de pánico. Afortunadamente, nadie resultó herido y todo quedó en las reses que murieron atropelladas por el tren.

## Equipamientos
La zona posee dos colegios de primaria: Colegio Público San Juan de Dios y Colegio Concertado Cerrillo de Maracena y un instituto, el IES La Madraza
Existen dos centros de la Universidad de Granada, la Facultad de Bellas Artes y la E.T.S. de Ingenieros Informáticos y está prevista la Construcción de la E.T.S. de Telecomunicaciones en el incipiente Campus de Aynadamar. A ello se unen la nueva sede de la Diputación Provincial de Granada junto con la magnífica sede recién inaugurada en 2006 de los Sindicatos y la nueva comisaría de Policía, al otro lado de la vía del tren. En pocos años desaparecerá la vía del ferrocarril que sigue siendo un muro artificial de esta zona con el Distrito Norte de la ciudad, la zona nueva de Albayda donde antes estaba el barrio de la Virgencica.

## Comunicaciones
Líneas de autobús urbanas de Granada:
- N3. Cerrillo de Maracena - Rector Marín Ocete
- Línea 9. Los Rebites - Chana
- Líneas interurbanas a Maracena, Albolote y Atarfe
- Metro de Granada. Estación de Cerrillo de Maracena.